# 尿石素A
尿石素A（缩写Uro-A）是一种有机化合物，分子式C13H8O4，属于尿石素类化合物，是鞣花单宁（Ellagitannins）代谢产物。